# Schoten
Schoten är en kommun i provinsen Antwerpen i regionen Flandern i Belgien. Schoten hade 34 435 invånare (2017).